# 35e sessie van de Commissie voor het Werelderfgoed
De 35e sessie van de Commissie voor het Werelderfgoed vond van 19 juni tot en met 29 juni 2011 plaats in Parijs in Frankrijk. De commissie oordeelde over 35 projecten die door landen in 2011 werden ingediend, 25 hiervan werden aanvaard als werelderfgoed, een reeds erkend erfgoed werd uitgebreid met bijkomende voorkomens. Na voltooiing van de sessie bestond de werelderfgoedlijst uit 936 sites: 183 natuurerfgoed locaties, 725 culturele erfgoedsites en 28 gemengde sites. Twee sites werden toegevoegd aan de Lijst van bedreigd werelderfgoed, waar ook een site van deze lijst werd verwijderd.

## Wijzigingen in 2011

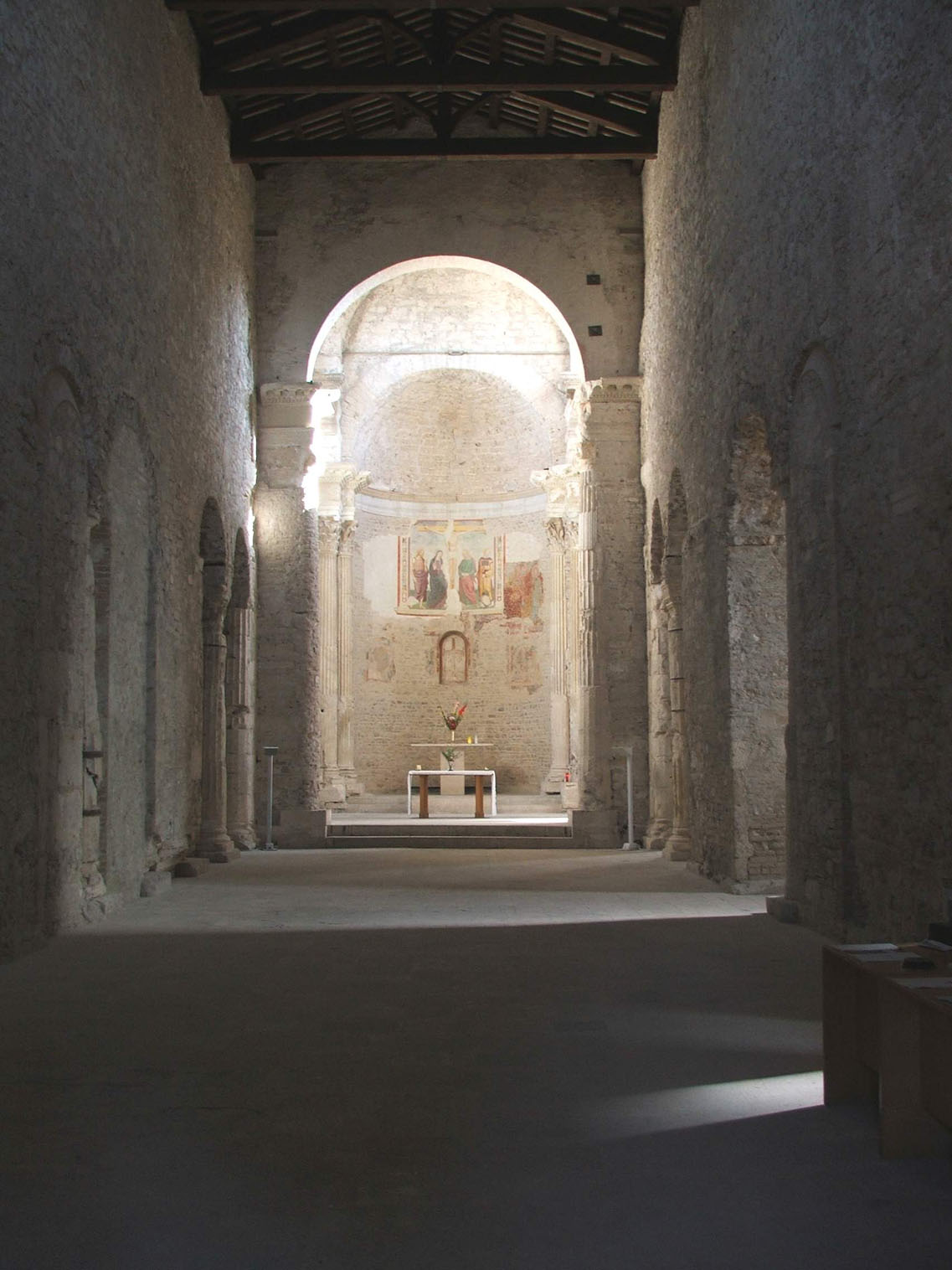
De basiliek van San Salvatore in Spoleto als onderdeel van het werelderfgoed Longobarden in Italië

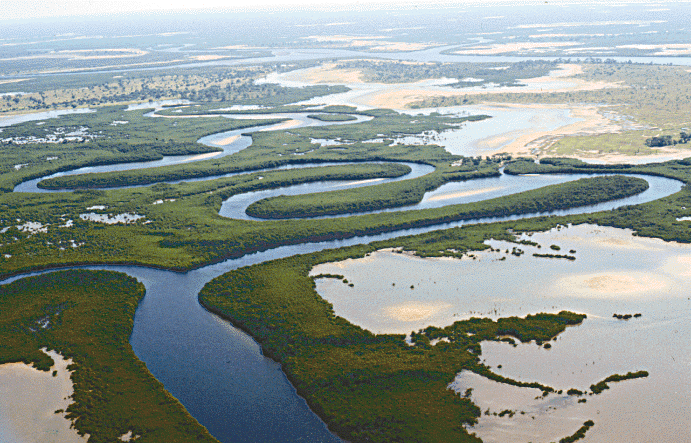
Saloumdelta in Senegal

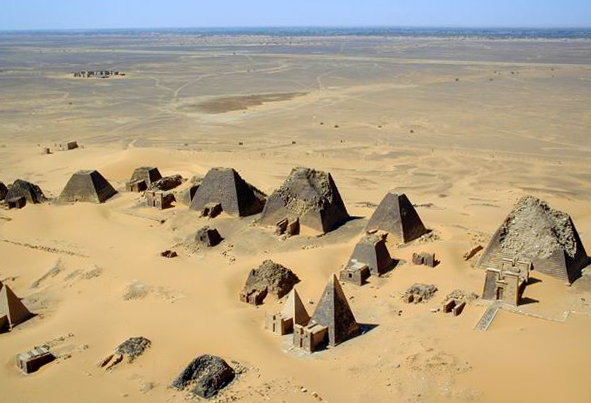
Piramides van Meroë in Soedan

### Nieuw
Dit jaar werden vijfentwintig nieuwe werelderfgoedlocaties toegevoegd, waarvan drie in de categorie natuur, eenentwintig in de categorie cultuur en één in de categorie gemengd werelderfgoed.

#### Cultuurerfgoederen
- Barbados: Historisch centrum van Bridgetown en zijn garnizoen
- China: Cultuurlandschap van het Westelijke Meer van Hangzhou
- Colombia: Cultuurlandschap van de koffie van Colombia
- Duitsland: Fagusfabriek in Alfeld
- Ethiopië: Cultuurlandschap van Konso
- Frankrijk: De Causses en de Cevennen, mediterraan agropastoraal cultuurlandschap
- Iran: De Perzische tuin
- Italië: Longobarden in Italië. Plaatsen van macht (568-774 na Christus)
- Japan: Hiraizumi – Tempels, tuinen en archeologische sites die het boeddhistische Pure Land vertegenwoordigen
- Kenia: Fort Jesus, Mombasa
- Mongolië: Gehelen van petrogliefen van de Mongoolse Altaj
- Nicaragua: Kathedraal van León
- Oekraïne: Residentie van Bukovinische en Dalmatische metropolieten
- Senegal: Saloumdelta
- Soedan: Archeologische sites van het eiland Meroë
- Spanje: Cultuurlandschap van de Serra de Tramuntana
- Syrië: Oude dorpen van Noord-Syrië
- Turkije: Selimiye-moskee en zijn sociaal complex
- Verenigde Arabische Emiraten: Culturele sites van Al Ain
- Vietnam: Citadel van de Ho-dynastie
- Zwitserland/Oostenrijk/Frankrijk/Duitsland/Italië/Slovenië: Prehistorische paalwoningen in de Alpen

#### Natuurerfgoederen
- Australië: Ningaloo-kust
- Japan: Bonin-eilanden (Ogasawara-eilanden)
- Kenia: Systeem van Keniaanse meren in de Grote Riftvallei

#### Gemengde erfgoederen
- Jordanië: Beschermde zone van Wadi Rum

### Aanvullingen en aanpassingen
Eén werelderfgoed kreeg een uitbreiding:
- Oekraïne/Slowakije: Voorhistorische beukenbossen van de Karpaten, aangevuld met Duitsland: de eeuwenoude beukenbossen van Duitsland
  - Vanaf 2011: Duitsland/Oekraïne/Slowakije: Voorhistorische beukenbossen van de Karpaten en de eeuwenoude beukenbossen van Duitsland)

De status bedreigd werd teruggetrokken na succesvolle verbeteringen in de bewaring van het Nationaal park Manas. Op vraag van Honduras werd de status bedreigd toegekend aan het biosfeerreservaat Río Plátano gegeven de illegale houtkap, het vissen en de landrecuperatie die in het gebied gebeurt en waar de regering niet voldoende kan tegen optreden. Gegeven de wildstroperij, illegale houtkap en dreigende geplande aanleg van wegen besloot de commissie eveneens het Tropisch regenwoud van Sumatra aan de lijst van bedreigd werelderfgoed toe te voegen.
1977 · 
1978 · 
1979 · 
1980 · 
1981 · 
1982 · 
1983 · 
1984 · 
1985 · 
1986 · 
1987 · 
1988 · 
1989 · 
1990 · 
1991 · 
1992 · 
1993 · 
1994 · 
1995 · 
1996 · 
1997 · 
1998 · 
1999 · 
2000 · 
2001 · 
2002 · 
2003 · 
2004 · 
2005 · 
2006 · 
2007 · 
2008 · 
2009 · 
2010 · 
2011 · 
2012 · 
2013 · 
2014 · 
2015 · 
2016 · 
2017 · 
2018 · 
2019 · 
2020-2021 ·
2022-2023 ·
2024 ·
2025